# Brousses-et-Villaret
Brousses-et-Villaret é uma comuna francesa na região administrativa de Occitânia, no departamento de Aude. Estende-se por uma área de 11,16 km². Em 2010 a comuna tinha 349 habitantes (densidade: 31,3 hab./km²).